# Zichy János (1835–1905)
Zicsi és vásonkeői gróf Zichy János Baptista György Kamilló Aladár Szilveszter (Bécs, 1835. december 31. –Nagyláng, 1905. november 28.), császári és királyi kamarás, főrendiházi tag, lótenyésztő, nagybirtokos.

## Élete
Az előkelő főnemesi zicsi és vásonkeői gróf Zichy család sarja. Apja gróf Zichy György (1805–1879), császári és királyi kamarás, nagybirtokos, anyja gróf erdődi Pálffy Ludovika (1805–1866), csillagkeresztes-hölgy. Apai nagyszülei zicsi és vásonkeői gróf Zichy János Nepomuk (1777–1830) császári és királyi kamarás, nagybirtokos, és gróf Colloredo Waldsee Franciska (1783–1835) asszony voltak. Az anyai nagyszülei gróf erdődi Pálffy Lipót (1764–1825), Pozsony vármegye főispánja, nagybirtokos és báró Charlotte Jöchlinger von Jochenstein (1778–1851), csillagkeresztes-hölgy voltak.
A bécsújhelyi katonai akadémián, majd otthon tanult és nagy szeretettel foglalkozott a jogi tudományokkal, továbbá a gazdasággal és különösen az erdészettel. Fejér vármegye területén nagy buzgóságot fejtett ki a lótenyésztés előmozdítása érdekében. Bátyjával, gróf Zichy Nándorral egyszerre kapott 1865-ben kamarás méltóságot. 1887-ben vette át nagy kiterjedésű nagylángi gazdaságának kezelését, ahol a népiskolákat szaporította és a kor minden követelményeinek megfelelően szervezte. 1905-ben, négy napi betegeskedés után halt meg nagylángi kastélyában.
Halálakor a következő jellemzés jelent meg róla az újságokban: "A lángi kastélyban egy ritka jólelkű ember hunyta le szemét szerető családja körében. Egy nagy úr, akinek kezében a pénz nem hatalom volt, de áldás; hazafi, aki sohasem kérkedett érzelmeivel, de mindent megtett, hogy körében hazáját szolgálhassa. Régi szabású nagy úr, aki erényeit kötelességnek, nagylelkűségét hivatásnak és előzékenységét tisztességnek tartotta. «Lovagiasság mindenben» — e két szóval tiszta képét adjuk szeretetreméltó egyéniségének. Többet tett, mint kötelessége lett volna, többet adott, mint tőle kérlek és a hálát pirulva fogadta. Lelkének tisztasága egészen nőies volt, sohasem hallottam szájából egy ledér, vagy kemény szót. Lelkének legnagyobb fölháborodását, legsújtóbb ítéletét e szóba foglalás imprudentia. Jótékonysága megható volt; nagylángi kastélyának tája gyakran inkább hasonlított a szegények háza környékéhez, mint egy úri kastély udvarához. Ezek a szegények is tiszta szívből sírnak, összekulcsolt és éghez emelt karjuk a legszebb koszorú koporsóján, a koldusok könye pedig teli gyémánttá változik az Ur kezében és tudom bőségesen fedezi ama csekélységet, melyet földi apró gyarlóságaiért a mennyek kapujánál fizetni tartozik. Egy tisztalelkü ember földi maradványainak ágyaznak a nagylángi temetőben. Boszuállást, gyanúsítást, erőszakot, nem ismert. Mint minden Zichy, nagy vadász volt, de itt is jóságos természete felülkerekedett, inkább nézte a vadat, óvta és tenyésztette, mintsem vadászta. Hisz maga is azt mondta magáról: «Én a vad pásztora vagyok.» A szelíd lelkű pásztor elköltözött.

## Házassága és leszármazottjai
Berlinben 1863. augusztus 22-én feleségül vette a római katolikus főnemesi gróf Marie von Redern (Darmstadt, 1840. január 22. –Pécs, 1910. szeptember 26.) kisasszonyt, aki Erzsébet királyné palotahölgye, csillagkeresztes-hölgy lett; a menyasszonynak a szülei gróf Heinrich Alexander von Redern (1804–1888), porosz diplomata, szentpétervári nagykövet, Szent János rend lovagja, és herceg Vittoria von Odescalchi (1811–1889), csillagkeresztes-hölgy voltak. Az apai nagyszülei gróf Wilhelm Jakob von Redern (1750–1816) és Dorothea von Otterstedt (1772–1842) voltak. Anyai nagyszülei herceg Innocenzo von Odescalchi (1778–1833), valóságos belső titkos tanácsos, Ferdinánd osztrák császár és magyar király főudvarmestere, és buzini gróf Keglevich Borbála (1779–1813) voltak.
Zichy János gróf és Redern Mária grófnő frigyéből született:
- gróf Zichy Viktória Mária Lujza Jozefa Paula Hermina Johanna (Bécs, 1864. november 9. –Pécs, 1922. november 5.)
- gróf Zichy Ludovika (Nagyláng, 1866. április 25. –Pécs, 1946. október 12.)
- gróf Zichy Henrik György Kamilló Vilmos Pascal (Nagyláng, 1869. május 17. –Merano, 1943. február 27.). 1.f.: báró Marie Dorothea von und zu Weichs an der Glon (München, 1865. december 15. –Bécs, 1936. május 11.). 2.f.: Bauer Gizella (Verona, 1867. március 13. –Merano, 1931. január 17.)
- gróf Zichy János Baptista Mária Szilveszter Ferdinánd Henrik György Kamilló Aladár (Nagyláng, 1868. május 30. – Nagyláng, 1944. január 6.) jogász, császári és királyi kamarás, valóságos belső titkos tanácsos, nagybirtokos, a Magyar Királyság kultuszminisztere, legitimista politikus, agrárius, az MTA igazgató tagja (1925), az Aranygyapjas rend lovagja. Felesége: zicsi és vásonkeői gróf Zichy Margit Johanna Mária Guidobaldine Leopoldine (*Graz, 1874. július 15.–†Baden bei Wien, 1963. január 30.), csillagkeresztes hölgy.
- gróf Zichy Gyula Aladár Teódor József Mária György János (Nagyláng, 1871. november 7. –Kalocsa, 1942. május 7.), pécsi püspök, kalocsai érsek, valóságos belső titkos tanácsos, pápai trónálló.[6]